# مجرم نجیب عادی
مجرم نجیب عادی (انگلیسی: Ordinary Decent Criminal) فیلمی در ژانر سرقت است که در سال ۲۰۰۰ منتشر شد. قبل از این فیلم بر اساس همین داستان فیلم دیگری ساخته شده بود بنام ژنرال به کارگردانی جان بورمن. داستان فیلم درباره سارق ایرلندی مایکل لینچ است که بیشتر به سرقت آثار هنری مشغول است و با اینکه همه می‌دانند دزدی‌ها، کار اوست و بارها به دادگاه کشیده می‌شود ولی محکوم نمی‌شود. 

## بازیگران
- کوین اسپیسی
- لیندا فیورنتینو
- پیتر مولان
- استیون دیلین
- هلن بکسندیل
- دیوید هایمن
- پاتریک مالاهید
- کالین فارل
- کریستف والتس
- وینسنت رگان
- دیوید کلی
- جرالد مک‌سورلی